# Boswespbij
De boswespbij (Nomada opaca) is een vliesvleugelig insect uit de familie bijen en hommels (Apidae). De wetenschappelijke naam van de soort is voor het eerst geldig gepubliceerd in 1913 door Alfken.
De boswespbij heeft de status bedreigd op de Nederlandse Rode Lijst.